# 勒多 (加利福尼亞州)
勒多（英語：Lerdo）是位於美國加利福尼亞州克恩縣的一個非建制地區。該地的面積和人口皆未知。

## 地理
勒多的座標為35°29′25″N 118°09′09″W / 35.49028°N 118.15250°W，而該地的平均海拔高度為127米（即417英尺）。